# علي مهدي شمس الدين
علي مهدي شمس الدين العامِلي (1884 - 16 يناير 1954) (1302 - 12 جمادى الأولى 1373) فقيه وقاضي جعفري وشاعر لبناني. ولد في مجدل سلم. تعلم على والده أولًا ثم في مدرسة شقراء. عُيّن قاضيًا شرعيًا في محكمة مرجعيون الجعفرية. نشر أشعاره في الصحف والمجلات وله «الوطنية والحياة»، مجموعة صغيرة من شعره. توفي في مسقط رأسه.

## سيرته
ولد علي بن مهدي بن علي بن حسين العامِلي الجزيني سنة 1302 هـ/ 1884 م في مجدل سلم بسنجق صفد من إيالة بيروت-صيدا العثمانية، ووالدته هي سعيدة تاج الدين. يرقى نسبه إلى الشهيد الأول شمس الدين محمد بن مكي الجزيئي العاملي. نشأ في كنف والده، وعليه تلقى علومه الأولية، وبعد أن توقفت مدرسة البلدة، تلك التي أسسها والده، انتقل إلى مدرسة شقراء، حيث تابع دروسه على علي محمود الأمين.

عُيّن قاضيًا شرعيًا في محكمة مرجعيون الجعفرية، ثم انتقل بعد مدة وجيزة إلى صور، ليعود بعد عام واحد إلى مرجعيون، التي استمر مقيمًا فيها مع عائلته حتى أواخر 1932 حيث استقال من القضاء، وترك مرجعيون إلى مسقط رأسه، مجدل سلم. في سنة 1932 دخل السجن لمدة لا تزيد عن الشهر، على أثر تهمة وجّهت إليه بسبب بعض أحكامه، وغادره بعد أن ثبتت براءته.

توفي علي شمس الدين يوم 16 يناير (كانون الثاني) 1954/ 12 جمادى الأولى 1373 عن سبعين عامًا في مسقط رأسه التابعة لقضاء مرجعيون. وقد أُلقيت القصائد الشعرية في تأبينه.

## حياته الشخصية
وصف بأنه كان زاهدًا في الدنيا، لا يهتم بمظهره الخارجي، يرتدي عمامة بيضاء، وجلبابًا متواضعًا، حتى شبّهه معاصروه بأحمد الصافي النجفي. كُفَّ بصره في 1950. تزوج وأنجب ثلاثة ذكور وثلاث إناث.

## في الأدب
كان شاعرًا وثيق الصلة بالأدباء عصره، غنيًا بأصدقائه الشعراء. اشترك في أكثر من مهرجان، وأكثر من مناسبة. وكان له علاقات مع رشيد نخلة، وأمين شراره، وموسى الزين شراره، ومحمد حسين شمس الدين، وصلاح اللبابيدي، وعبد الحسين العبد الله والسادة آل الأمين وآل فضل الله الحسنيين ومي زيادة وغيرهم الكثير في العراق وفلسطين ومصر.

إن نتاجه الشعري لم يجمع في ديوان واحد لأنه جمع شعره في أكثر من ديوان بخط يده، وبعدما توفي توزعت دواوينه ولم يبقَ منها، سوى ما حفظه أحفاده وهو قليل. والباقي منشور في المجلات والكتب. وكذلك ألّف رواية شعرية ومقامات، بلغت مئتي بيتٍ من الشعر، عرض فيها حياته ومعاناته، وحياة أبناء جبل عامل عامة. وله ديوان «الوطنية والحياة»، مجموعة صغيرة من شعره. امتاز بسرعة البديهة وحِدّة الذهن وقوة الملاحظة. وصفه إميل يعقوب «نذر نفسه لخدمة العلم وطلّابه في بلده، وكان كريم النفس خفيف ظل، حاضر النكتة. وكان شعره رقيق الألفاظ عذب المعاني فيه نفحات إنسانية.»

جاء في معجم البابطين عنه «شاعر وطني قومي امتزجت قصائده بمواقفه السياسية. شعره غزير، ملتزمًا وحدة الموضوع..له مراسلات شعرية إلى أبنائه وأهله أرسلها من سجنه، بدأ بعضها بالوقوف على الأطلال وبكاء الديار، اهتم بالصور البلاغية والمحسنات البديعية، مجددًا في لغته ومعانيه، وله قصائد وطنية أظهر فيها حبه لوطنه  ولوطنه العربي الكبير..في شعره تلقائية وقدرة على الارتجال.. لغته جزلة قوية، وبيانه فصيح متوازن بين القديم والجديد، تتواصل فيه الصور والمعاني في سياقات كلية وممتدة، وتتوازن عبر إيقاعاتها الداخلية، وتميل إلى توظيف التراث الديني.» 

## وصلات خارجية
- في الأرشيف المجلات